# Sybille de Coster-Bauchau
Vous pouvez aider à l'améliorer ou bien discuter des problèmes sur sa page de discussion.
- Il ne cite pas suffisamment ses sources. Vous pouvez indiquer les passages à sourcer avec {{référence nécessaire}} ou {{Référence souhaitée}}, et inclure les références utiles en les liant aux notes de bas de page. (Marqué depuis septembre 2017)
- Sa forme n’est pas encyclopédique et ressemble trop à un curriculum vitæ. Modifiez le texte pour aider à le transformer en article neutre. (Marqué depuis septembre 2017)

- Archive Wikiwix
- Bing
- Cairn
- DuckDuckGo
- E. Universalis
- Gallica
- Google
- G. Books
- G. News
- G. Scholar
- Persée
- Qwant
- (zh) Baidu
- (ru) Yandex
- (wd) trouver des œuvres sur Wikidata

Pour les articles homonymes, voir De Coster et Bauchau.
Marie Sybille A.A.H. Bauchau, née à Élisabethville, le 23 février 1953 est une femme politique belge de langue française, connue sous son nom de femme mariée Sybille de Coster-Bauchau. Elle est membre du Mouvement réformateur.
Infirmière et licenciée en gestion hospitalière, elle est administratrice de différentes PME industrielles et de service et d'intercommunales.

## Carrière politique
- 1988-2024 : Conseillère communale de Grez-Doiceau
- 1994-2003 : Échevine de Grez-Doiceau
- 2003-2006 : Bourgmestre de Grez-Doiceau
- 2000-2009 : Conseillère provinciale à la Province du Brabant wallon
- 2009-2014 : Députée à la Région wallonne et à la Communauté française
- 2012-2018 : Bourgmestre de Grez-Doiceau
- 2014-2019 : Députée fédérale
- 2019-2024 : Députée à la Région wallonne et à la Communauté française
- 2024-     : Conseillère provinciale à la Province du Brabant wallon